# 渥美昌泰
渥美 昌泰（あつみ まさやす、1967年 - ）は、日本のテレビプロデューサー、ラジオプロデューサー、毎日放送総合編成局アナウンス担当局長。
チーフプロデューサー、制作局制作2部長兼経営戦略室副部長、ラジオ局ラジオ制作部長、テレビ制作局長、報道情報局情報番組担当局長を歴任した。

## 来歴・人物
関西学院大学卒業後、1991年に毎日放送に入社。同期に、制作局マネージャーでテレビプロデューサーの田渕伸一、アナウンサーの亀井希生、田丸一男（NHK大津より移籍）がいる。
入社当初はラジオ番組制作に携わる。その後は制作局の所属となり、数々のテレビ番組のチーフプロデューサー・プロデューサーを務める。2011年4月から東京支社に勤務した後に本社へ戻り、2014年4月から制作局第1制作部に、2015年6月から制作2部長兼経営戦略室副部長に、2017年6月22日よりラジオ局ラジオ制作部に、2020年6月からテレビ制作局長に所属している。
陣内智則とは、ラジオ番組『ゴーJ!』で共演して以来親交が深い。
2014年12月30日に開催された「第56回 輝く!日本レコード大賞」では、毎日放送の代表として審査委員を務めた。

## 過去の担当番組

### テレビ
- なまみつ（プロデューサー）
- ジャイケルマクソン（プロデューサー）
- ?マジっすか!（ディレクター）
- あの頃レストラン ナキメシ（チーフプロデューサー）
- 痛快!明石家電視台（チーフプロデューサー）
- ロケみつ〜ロケ×ロケ×ロケ〜（プロデューサー）
- MUSIC EDGE + Osaka Style（プロデューサー）
- ジャパーン47ch（プロデューサー）
- 知っとこ!（プロデューサー）[2]
- どっち? 2択でわかる!まるごと2013年!（プロデューサー）
- 1万人の第九（チーフプロデューサー・2015年）
- MBS SONG TOWN（制作）
- らくごのお時間（プロデューサー）
- 吉本陸上競技会（プロデューサー）
- ちちんぷいぷい（制作）

### ラジオ
- ゴー傑P（プロデューサー）
- ゴーJ!（プロデューサー）

## 関連人物
- 新堂裕彦（渥美が引き継いだ番組の前プロデューサー）
- 陣内智則
- 田渕伸一
- 亀井希生
- 田丸一男